# Giang Âm
Giang Âm (giản thể: 江阴; phồn thể: 江陰; bính âm: Jiāngyīn là một thành phố cấp huyện của thành phố Vô Tích, tỉnh Giang Tô, Trung Quốc. Theo ước tính năm 2009, thành phố có khoảng 1,2 triệu dân. Tổng thu nhập bình quân GDP năm 2009 là 171,3 tỉ Nhân dân tệ (25,1 tỷ đô la Mỹ), tăng 11,6% so với năm. Thu nhập bình quân đầu người đạt 142.572 NDT (20.880 Đô la Mỹ). Thành phố cách Nam Kinh và Thượng Hải khoảng 2-2,5 tiếng lái xe. Trên địa bàn thành phố có cầu Giang Âm bắc qua Trường Giang giúp nối hai bờ của tỉnh Giang Tô.
Giang Âm nằm ở bờ nam của Trường Giang. Khu vực thành phố từng có người cư trú từ khoảng 2.500 năm trước. Giang Âm là một thành phố quan trọng và có ý nghĩa về quân sự với vị trí chiến lược bên Trường Giang của mình. Mặc dù thành phố vốn là một khu vực nông nghiệp, nhưng trong những năm trở lại đây, nó cùng với các khu vực lân cận đã phát triển một cách nhanh chóng cùng với công cuộc cải cách mở cửa của Trung Quốc. Thành phố là đại điểm chính dọc Trường Giang thuận lợi cho việc vận chuyển hàng hóa một cách nhanh chóng. Giang Âm cũng có nhiều lợi thế vì nằm gần Thượng Hải. Các ngành công nghiệp quan trọng của Giang Âm là đóng tàu, dệt, chế tạo máy và sản xuất thép. Hầu hết những người nhập cư tại Giang Âm đến từ các khu vực phía bắc của tỉnh Giang Tô và tỉnh An Huy lân cận, những người này sử dụng tiếng Phổ Thông như ngôn ngữ mẹ đẻ. Trong khi người dân bản địa có ngôn ngữ sử dụng phương ngữ Giang Âm của tiếng Ngô, nói chung tương đồng với tiếng Thượng Hải. Tuy nhiên, cũng như các nơi khác tại Trung Quốc, gần như tất cả mọi người đều có thể sử dụng tiếng Phổ Thông.

### Nhai đạo
- Trừng Giang (澄江街道)
- Thân Cảng (申港街道)
- Hạ Cảng (夏港街道)
- Nam Áp (南闸街道)
- Vân Đình (云亭街道)

### Trấn
| - Hoàng Thổ (璜土镇) - Lợi Cảng (利港镇) - Nguyệt Thành (月城镇) - Thanh Dương (青阳镇) | - Từ Hà Khách (徐霞客镇) - Hoa Thổ (华士镇) - Chu Trang (周庄镇) - Tân Kiều (新桥镇) | - Trường Kinh (长泾镇) - Cố Sơn (顾山镇) - Chúc Đường (祝塘镇) |